# Virgil Sollozzo
Virgilio «Virgil» Sollozzo el Turco (2 de marzo de 1899-12 de enero de 1946) es un personaje de la novela de Mario Puzo El padrino. Se lo presenta como un mafioso italiano, radicado en Estados Unidos, cuyo apodo proviene de su condición de traficante de droga, que adquiere de Turquía. Se hace mención de su habilidad en el uso del cuchillo, pero solo en asuntos de negocios, como queda de manifiesto en una escena de la película donde le clava uno en la mano a Luca Brasi.
Este personaje secundario tiene un papel determinante en el curso de la historia y su desenlace está basado en los últimos momentos del mafioso Joe Masseria. En la adaptación cinematográfica, el encargado de interpretarlo fue Al Lettieri, quien era cercano a la verdadera mafia y hablaba italiano con fluidez, como requería el papel.

## Biografía
Sollozzo nació en Sicilia, Italia, y se hizo famoso por ser un peligroso vándalo a una edad muy temprana. Después, se iría a Turquía y comerciaría peligrosos negocios con la droga, con fábricas en Sicilia y Marsella. Con este nuevo negocio, se hizo rico y ganó poder, pero más tarde, sería detenido por la policía, pero sería librado al pagar la fianza. Después, buscando un nuevo territorio donde comerciar (ya que en Europa estaba completamente vigilado por la policía), se trasladaría a Nueva York y sería detenido de nuevo por comerciar con drogas. Entonces se dio cuenta de que necesitaba protección, y tener a la policía y al gobierno en sus manos.
En Nueva York recurre a la ayuda de la familia Tattaglia para su nuevo negocio de heroína. Pasa a la familia Corleone para obtener dinero y la protección de la policía y los tribunales. Vito Corleone se niega, diciendo que no lo ayudaría ya que sus amigos políticos reprobarían el negocio y que no lo podría ayudar.[cita requerida] No obstante, Sollozzo nota la exaltación inicial de Sonny Corleone —el hijo mayor del Don— y determina que el único obstáculo para el trato es el padre.
Los hombres de Sollozzo (apoyados por las demás familias de la mafia de Nueva York) planifican un atentado contra Vito Corleone, al que disparan varias veces a quemarropa cuando compraba fruta en las calles de Brooklyn, dejándole gravemente herido. Luego, Vito es enviado al hospital, donde logran salvarlo. 
Poco después, Sollozzo y McCluskey, en virtud de la protección, se reúnen en un restaurante con Michael, el hijo de Vito, para limar asperezas y que convenza a la familia Corleone de que el negocio de las drogas es el futuro y generará millones rápidamente. Pero Michael busca venganza y no está dispuesto a tranzar con los que intentaron asesinar a su padre. Un revólver había sido colocado en la parte trasera de un inodoro en el baño del restaurante por Clemenza. Michael dice que va al baño y se apodera del revólver. A continuación se dispone a regresar a la mesa: por un breve momento Michael espera el momento justo, y al escuchar el tren considera que es el momento preciso y dispara a Sollozzo en la frente, matándolo instantáneamente. Luego, mata a McCluskey con disparos en el cuello y la frente.
Así acabó la trayectoria de Sollozzo en el mundo de la mafia. Tenía tres hijos con una esposa siciliana. Después, el mando de la familia Tattaglia pasaría a ser de Philip Tattaglia. Sollozzo no era de ninguna familia, sino que se aliaba a las que le convenía para su negocio. Primeramente se alió a los Tattaglia, luego fue convenciendo a los demás dones.